# Prosdocime de Padoue
Saint Prosdocime est peu connu, sinon par la Tradition, et les nombreuses représentations picturales dont il a fait l'objet. Il est considéré comme le premier évêque de la ville de Padoue en Italie.

## Tradition
L'origine de son nom dérive du grec Προσδόκιμος (prosdokimos), tiré de prosdokein qui signifie « attendre », son nom signifiant donc « l'attendu » ou « celui qui est attendu ». Lui-même est peut-être né en Grèce. 
Prosdocime qui vécut entre le Ier et le  IIe siècle, serait mort vers l'an 100. Ce serait l'apôtre Pierre lui-même qui l'aurait envoyé évangéliser la Vénétie.
Il fut donc le premier évêque de Padoue (épiscope). Survivant aux persécutions de Néron, il atteignit un âge avancé. Immédiatement après sa mort, son culte s'étendit.
Il est fêté le 7 novembre. Son successeur serait saint Maxime (it) (fêté le 2 août).  

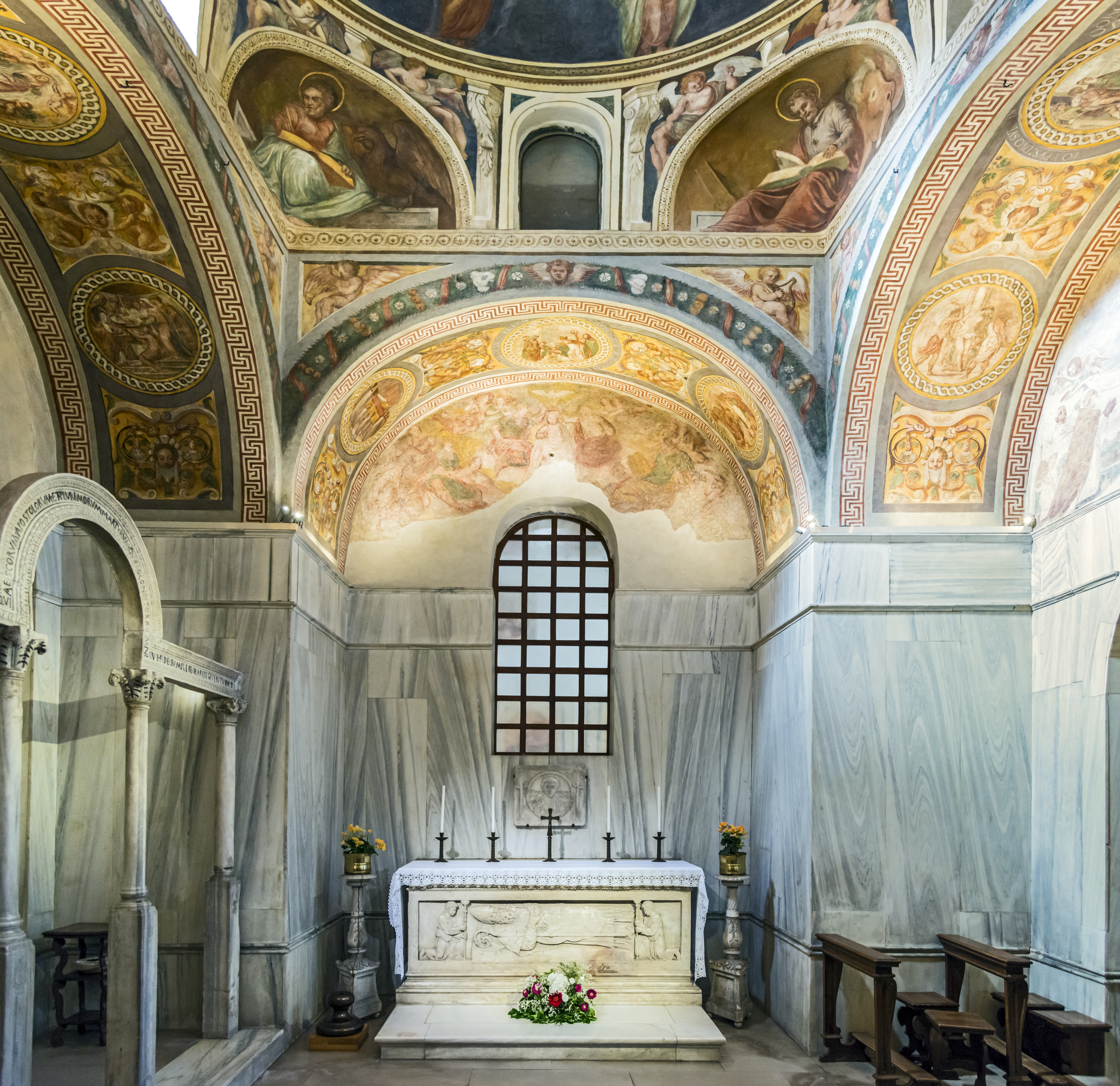
Le sanctuaire de saint Prosdocime à Padoue.
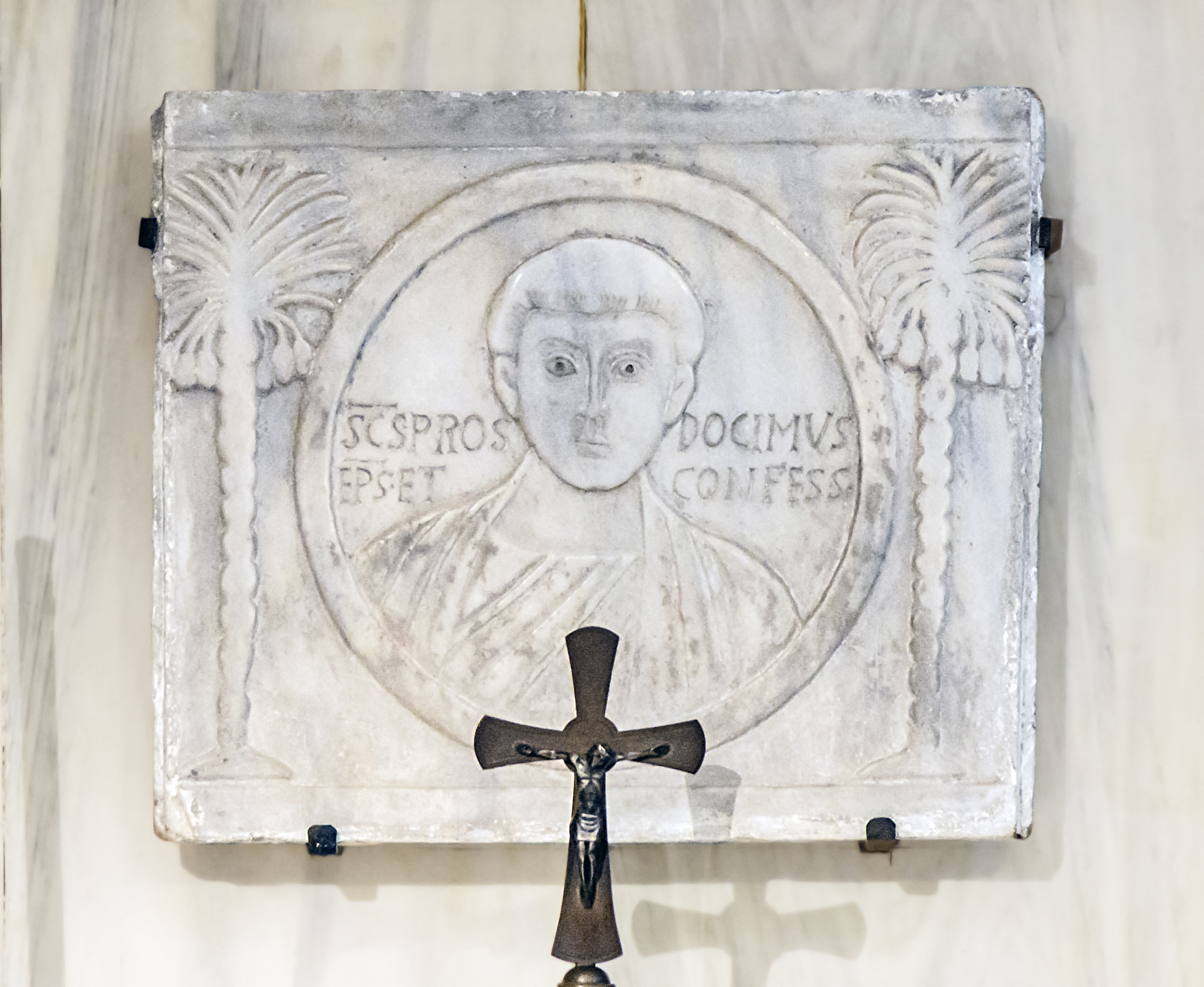
Bas-relief représentant saint Prosdocime (Ve siècle).
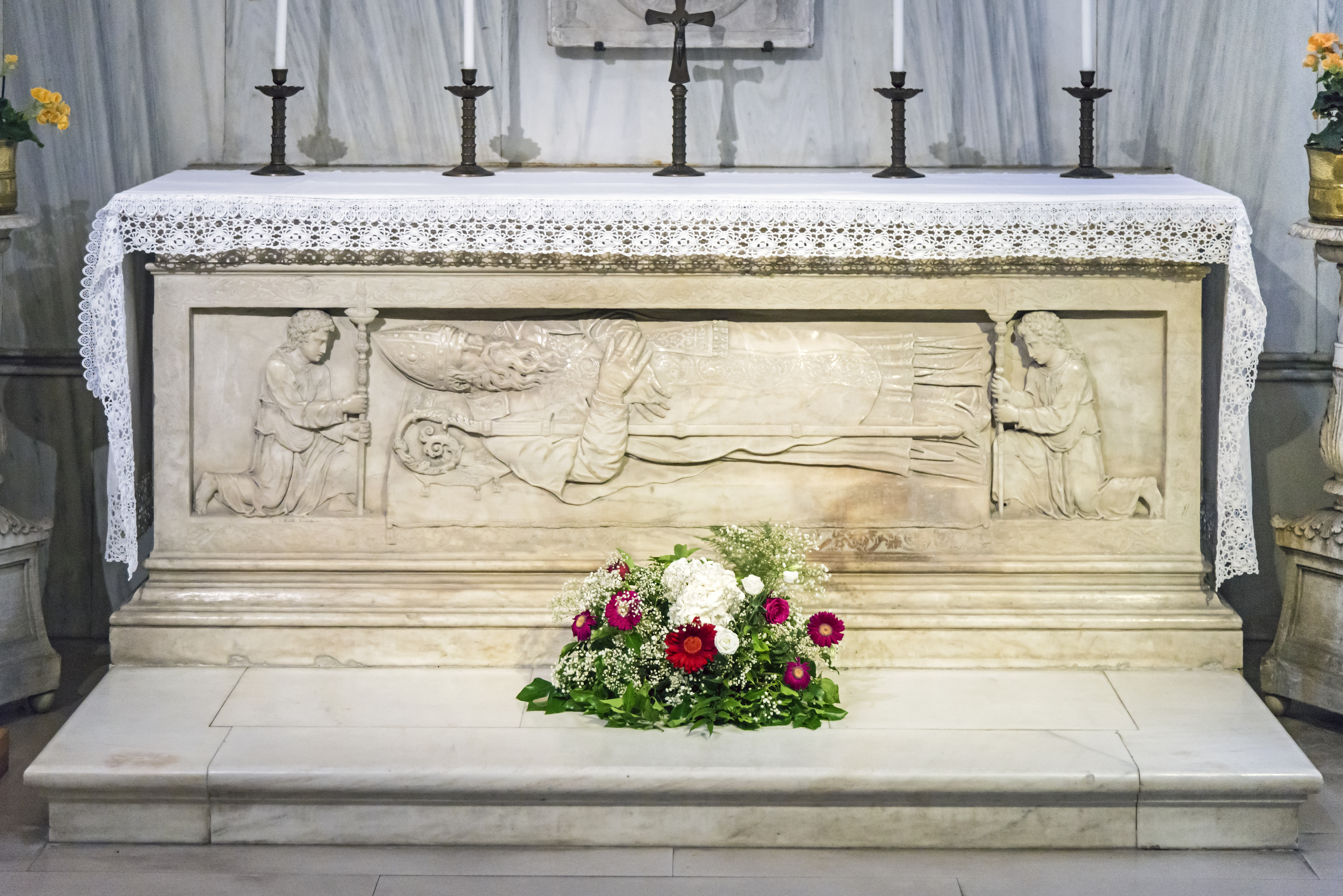
Sa tombe dans l'autel.

## Représentations
Prosdocime figure habituellement en habit d'évêque, portant une cruche à la main, en témoignage des nombreux baptêmes qu'il a célébrés.
Plusieurs peintres l'ont représenté :
- Andrea Mantegna : sur le Retable de saint Luc (1453),  Pinacothèque de Brera,  Milan.
- Domenico Campagnola : Saint Prosdocime en évêque.
- Pietro Damini (it) : Saint Prosdocime baptise un noble d'Asolo (v. 1627),  église d'Asolo[2].
- Giovanni Battista Pittoni : Saint Prosdocime de Padoue baptise saint Daniel, 1720–1730, York Art Gallery[3]
- Gaspare Diziani : Le baptême de saint Daniel par saint Prosdocime de Padoue  (1732-1803).